# هشت بندي
 مدينة هشت بندي  (بالفارسية: شهر شت‌بَندی) مدينة صغيرة تتبع بلدة توکهور في مقاطعة ميناب في محافظة هرمزغان في جنوب إيران.

## السكان
يبلغ عدد سكان «مدينة هشت بندي » حسب تعداد السكان لعام 2006 للميلاد، (2187) نسمة.